# 橋玄
桥玄（110年—184年6月6日），字公祖，梁国睢阳（今河南商丘南）人。桥玄的七世祖是人称“桥君学”的桥仁，在汉成帝时任大鴻臚，著有礼记章句四十九篇。祖父桥基曾任广陵太守，父亲桥肃曾任东莱太守。东郡太守橋瑁为其族子。

## 生平
桥玄年輕曾担任县功曹。《后汉书》记载，当时豫州刺史周景到梁国视察，桥玄跪地向周景陈述当时陈国相（封國首長，位階相当于郡太守）羊昌罪恶。周景觉得他有壮志，任命他办理此案。桥玄上任立即收押羊昌门客，彻查罪行。受大将军梁冀庇护，梁冀发檄文给周景让他收回任命，桥玄收到檄文直接退回，羊昌押解进京。从此桥玄聞名。
举孝廉，補侍御史，後担任洛阳左尉，因恥為外戚河南尹梁不疑所辱，弃官還鄉里。建和二年(148年)二月又以高第補侍御史，然而在職才一個月，由於邊疆傳來白馬羌叛漢攻擊廣漢縣，當時西羌和湟中胡也復畔為寇，震驚隴漢，漢朝除了派益州刺史擊敗收降羌胡，同時任橋玄為涼州刺史，參與安定羌胡，於是西羌與湟中胡在之後幾年都沒有再叛變。永興元年(153年)，西域車師後部王阿羅多與戊部候嚴皓因為相處不融洽，發怒叛漢，橋玄派從事牛稱、何傅二人率輕騎協助戊校尉嚴詳招降阿羅多，因最後不動干戈，揮鞭而定西域之事，人以為美談。同年七月，全國多個地方爆發蝗蟲災害，涼州諸郡亦陷入饑荒，橋玄下命開倉賑災，手下認為國法規定邊郡倉庫的糧食因為軍事原因不可以擅自派出，要先上奏朝庭，等朝庭允許才能派，橋玄駁道︰「若先請，民已死。」，於是派糧後才上奏，漢桓帝因為考慮到橋玄像西漢汲黯一樣是憂民才擅開，所以下詔書不追究，亦下詔各地賑災。橋玄就是這樣處事果斷不疑的人。
後升迁到齊國相，除惡愛民，賞罰分明，因此百姓守法，後來，臨淄令貪污，橋玄在審問後就直接將他處死，因為沒有上奏朝庭審核批準，被罰徒刑城旦。刑期完後，便被徵拜為上谷太守，有一日有一對父子在街道行走，被一名惡霸攔道不讓他們走，並出言侮辱他們，他們勸之不理，那個兒子便殺了惡霸，被捕，橋玄在了解事情經過後，認為那兒子是因父子受侮辱後才殺人，於是沒有處罰他也沒有向朝庭舉報此事，令此子可等到之後桓帝大赦天下時免罪。又蕃縣戶曹史張機犯了罪，後收買帝舜廟祠巫自託，說舜帝顯靈命橋玄不能責罰他，但橋玄直接考驗他的罪名，當日將之處死，遷漢陽太守。
在職漢陽太守期間，當時上邽令皇甫禎有臧罪，橋玄捉拿審理後判以髡笞之刑，皇甫禎死于冀縣市集，漢陽郡境內皆震驚。另外，上邽郡人姜岐，守道隱居，名聞西州，橋玄召他為吏，但他稱疾不來就職。橋玄大怒，命督郵尹益去逼他出任，說「姜岐若不來當官吏，便逼他的母親出嫁。」尹益見勸阻橋玄幾次都不聽，便去勸姜岐來當官吏，姜岐也不聽勸，郡內士大夫知道此事便爭先去勸諫橋玄，橋玄因此才停止逼姜岐出仕，當時的人以此事批評橋玄處事不當，後來橋玄以病請求免官。後又被漢桓帝以公車徵為司徒長史。
延熹八年(165年)正月，漢桓帝的同父同母弟弟劉悝因為謀逆失敗被擒，有官員上奏漢桓帝要求將劉悝廢為庶民，但漢桓帝不忍心，只是將他貶為癭陶王，癭陶屬鉅鹿郡一小縣，劉悝的食邑大減。漢桓帝又以橋玄善長監察，拜橋玄為鉅鹿太守，劉悝因畏懼橋玄之嚴明執法，於是約束自己，靜息不法行為。後橋玄徵為將作大匠，然未到京城就有人上奏毀謗他，因此轉拜議郎，遂用免官。
延熹九年(166年)，因為名將度遼將軍張奐徵任大司農，以另一名將皇甫規接任度遼將軍。六月，鮮卑見張奐已離開邊境，於是入侵北方，並招引南匈奴、烏桓、高句麗一起叛漢攻擊北方、東北九郡，雖外族聯軍在攻遼東郡時被名將遼東太守度尚擊敗，但到七月鮮卑再次入侵，並誘引東漢西北方羌人聯盟以分散漢軍，於是上郡沈氐羌、安定先零諸種共寇武威、張掖，鮮卑等攻東北。漢桓帝於是下召公鄉舉薦出征人選，最後以張奐為使匈奴中郎將為主帥，以九卿秩督幽、并、涼三州及度遼、烏桓二營，兼察刺史、二千石能否，而橋玄則為度遼將軍，假黃鉞。在大軍出發前，橋玄向漢桓帝進言「吏士頻年在外，勤于奔命，人馬疲羸撓鈍。請且息州營橫發之役，以補困憊。」，漢桓帝答應了他的請求，停止州營吏士不必要的徭役，節省人力、馬力、糧食。到十二月，鮮卑聽到張奐、橋玄等率大軍殺到於是退兵，南匈奴、烏桓等外族歸降，永康元年(167年)正月，張奐轉攻東羌、護羌校尉段熲擊西羌，而橋玄則在東北經營，後漢靈帝建寧元年(168年)十二月，鮮卑、高句麗來犯都被他擊退。
灵帝又召回他先后任河南尹、少府、大鸿胪等职。建宁三年（170年）八月升为司空，四年(171年)三月改任司徒，同年因天災自請辭官。翌年(172年)被征任尚书令，後而升遷為侍中，稱病請辭，徙拜為光祿大夫。光和元年（178年）十二月，升为太尉，数月后托病辞官。復拜少府，因病不就職。後來，拜為太中大夫，光和七年(184年)五月甲寅(6月6日)病逝，時年七十五。
曹操初出曾拜会桥玄，当时曹操尚未出名，桥玄对他评价颇高，称「天下将乱」，而曹操是能够安定天下的「命世之才」。将他引荐给許劭。后来曹操途经桥玄墓时亲自为他撰文缅怀。

## 家族

### 父族
- 橋仁：七世祖，人稱「橋君學」，漢成帝時任大鴻臚。
- 橋基：祖父，廣陵太守。
- 橋肅：父親，東萊太守。

### 子嗣
- 橋羽：長子，官至任城相。
- 橋某：少子，在洛陽被綁匪所殺，得年十歲
- 橋瑁：族子，東郡太守。

## 登場作品
- 蒼天航路（王欣太）

## 评价
- 刘志：「边谷不得妄动。玄擅出于是，玄有汲黯忧民之心，后不以为常。」（《太尉乔玄碑阴》引）
- 蔡邕：「光禄大夫桥玄，聪达方直。……宜为谋主，数见访问。」「光光列考，伊汉元公。克明克哲，实睿实聪。如渊之浚，如岳之嵩。威壮虓虎，文繁雕龙。抚柔疆垂，戎狄率从。敷教中夏，五教攸通。帝谓我后，朕嘉君功。命君三事，时亮天功。公拜稽首，翼翼惟恭。左右天子，祗厥勋庸。庶绩既熙，黎民时雍。上下谧宁，八方和同。否显伊德，作宪万邦。」（《太尉乔玄碑阴》）「公秉性贞纯，幼有弘姿，刚而不虐，威而不猛，闻仁必行，睹义斯居，文以典术，守以纯固。」（《故太尉桥公庙碑》）「帝命将军，执兹黄钺。威灵振耀，如火之烈。公之莅止，群狄斯柔。齐斧罔设，介士斯休。」（《黄钺铭》）
- 崔烈：「赫矣乔父，秉文握武。内为宗干，出为藩辅。在宪弹枉，竟由厥矩。允牧于凉，刈彼裔土。爰能将度辽，亦用齐斧。敷教四畿，旋统京宇。敦兹五服，众庶是与。膺践七命，翼我哲圣。登空补衮，陟徒训敬。尹尉清宸，熙帝之政。终始为贞，典章以定。遗爱在民，皇哀其命。立石刊铭，莫逸斯听。魂而有灵，万亿其盛。」
- 曹操：「故太尉桥公，懿德高轨，泛爱博容。国念明训，士思令谟。」（《祀故太尉桥玄文》）
- 司马彪：严明有才略，长於人物。（《续汉书》）
- 张璠：玄历位中外，以刚断称，谦俭下士，不以王爵私亲。（《汉纪》）
- 范晔：「庞参躬求贤之礼，故民悦其政；桥玄厉邦君之威，而觽失其情。夫岂力不足欤？将有道在焉。如令其道可忘，则强梁胜矣。语曰：‘三军可夺帅，匹夫不可夺志。’子贡曰：‘宁丧千金，不失士心。’昔段干木逾墙而避文侯之命，泄柳闭门不纳穆公之请。贵必有所屈，贱亦有所申矣。」「桥公识运，先觉时雄。」（《后汉书》）

## 延伸阅读
[在维基数据编辑]
 《後漢書·卷51》，出自范晔《後漢書》